# 新界區專線小巴21K線
新界區專線小巴21K線是香港一條來往圍頭至大埔墟（南盛街）的專線小巴路線。
新界區專線小巴21A線為一條來往大埔頭至大埔墟（南盛街）的專線小巴路線，由21K線分拆出來。

## 歷史
- 1983年4月7日：投入服務，以配合九廣東鐵（現稱港鐵東鐵線）電氣化即將通往大埔墟，是大埔區第二條投入服務的專線小巴路線，由大埔專線小巴公司營辦，初時往來大埔頭至大埔火車站（現稱港鐵大埔墟站）。
- 1984年4月9日：遷往大埔公路與林錦公路交界的圍頭村，原有往來大埔頭的服務則編為21K的輔助線。[7]
- 2001年9月：進智公交收購大埔專線小巴公司，正式接辦本線。
- 2002年：路線縮短至大埔墟（南盛街），大埔頭輔助線則編為21A。

## 途經地點
本路線取道帝欣苑、太和鐵路站、八號花園往來大埔墟。
- 圍頭開：經圍頭村通道，大窩西支路，林錦交匯處，大埔公路（大窩），梅樹坑路，大埔頭水圍路，大埔公路（大窩），寶雅路，汀角路，大埔太和路，寶鄉橋，寶鄉街及南盛街。
- 大埔墟（南盛街）開：經南盛街，安富道，普益街，寶鄉街，寶鄉橋，大埔太和路，汀角路，寶雅路，大埔公路（大窩），大埔頭水圍路，梅樹坑路，大埔公路（大窩），林錦交匯處，大窩西支路及圍頭村通道。

### 走線圖

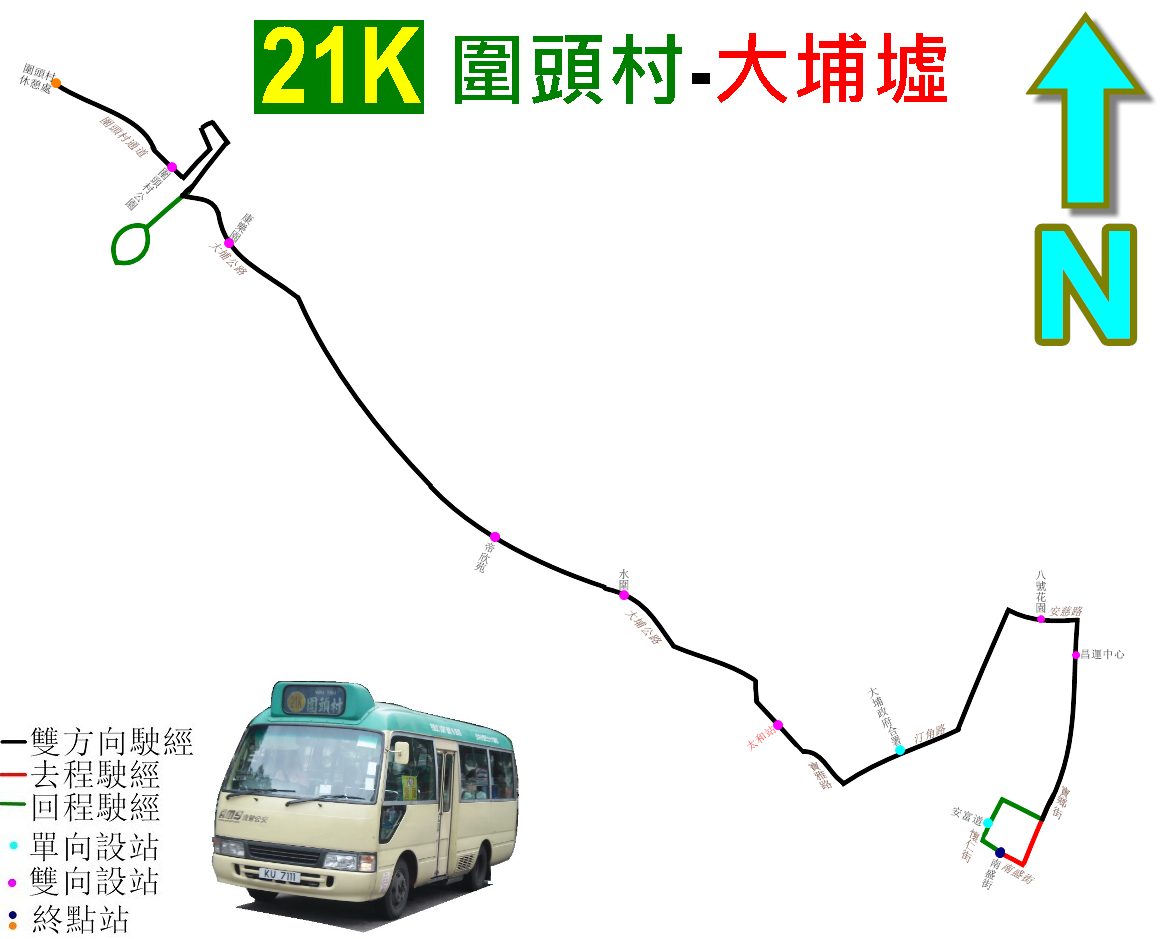
21K線路線圖

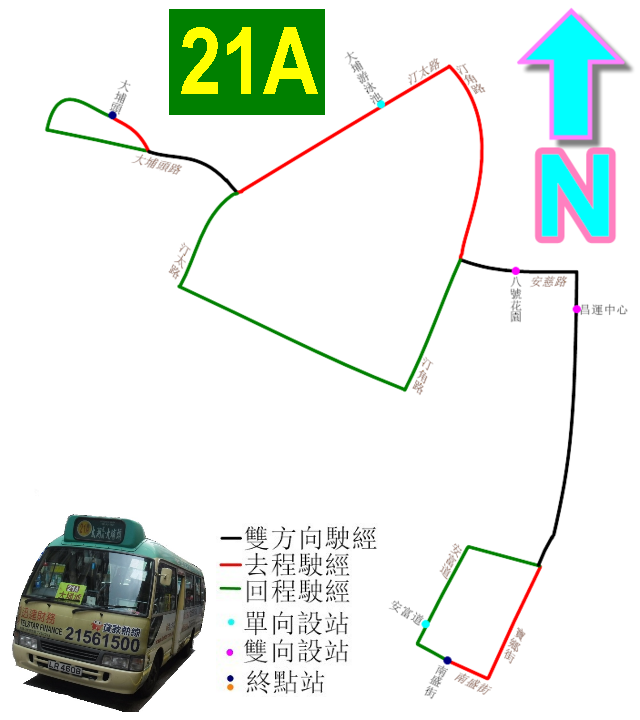
21A線路線圖

## 收費
- 全程收費 $6.5(21K)$4.9(21A)
  - 大埔花園往來大埔墟(21K) $4.2

| - 本線大小同價。 - 65歲或以上長者使用長者或個人八達通（包括「樂悠咭」），合資格殘疾人士（包括12歲以下合資格殘疾兒童），以及60至64歲香港居民使用「樂悠咭」使用「殘疾人士身份」個人八達通繳付車資，均可享有每程$2.0或全費（以較低者為準）的票價優惠。 - 乘客可以現金或八達通於上車時付款，不設找續。 - 每位成人乘客可免費攜帶最多兩名3歲以下而不佔座位的兒童乘客乘車，超額之3歲以下小童必須繳付車費乘車。 - 乘客若繳付分段收費，請按八達通機上的「分段」按鍵，並調校至所合適的收費才拍卡。 |